# (400271) 2007 RQ220
(400271) 2007 RQ220 es un asteroide perteneciente al cinturón de asteroides, descubierto el 14 de septiembre de 2007 por el equipo del Mount Lemmon Survey desde el Observatorio del Monte Lemmon, Arizona, Estados Unidos.

## Designación y nombre
Designado provisionalmente como 2007 RQ220.

## Características orbitales
2007 RQ220 está situado a una distancia media del Sol de 2,453 ua, pudiendo alejarse hasta 2,895 ua y acercarse hasta 2,012 ua. Su excentricidad es 0,180 y la inclinación orbital 1,508 grados. Emplea 1404,00 días en completar una órbita alrededor del Sol.

## Características físicas
La magnitud absoluta de 2007 RQ220 es 17,9.